# Nylon 66
Nylon 66 (também conhecido por nylon 6-6, nylon 6/6 ou nylon 6,6) é um tipo de poliamida ou nylon. Existem muitos tipos de náilons, sendo os dois mais comuns, para as indústrias têxteis e plásticas, o nylon 6 e nylon 66. O Nylon 66 é feito de dois monômeros contendo cada um, 6 átomos de carbono, hexametilenodiamina e ácido adípico, que dão nome ao nylon 66.
Os polímeros de aminoácidos são designados por um único numero, o nylon 6, para o poli-ácido – w – amino capróico (policaprolactana). Os nylons de diaminas e ácidos dibásicos são designados por dois números: o nylon 6.6 para o polímero de hexametileno diamina e ácido adípico e o 6.10 para o polímero hexametileno diamina e ácido sebásico.
As poliamidas de interesse comercial são: 6, 6.6, 6.9, 6.10, 6.11, 11 e 12.
O material utilizado pelo processo de sopro é a poliamida 6 que possui elevada resistência mecânica, resistência ao impacto e rigidez, boa transparência, excelente barreira ao oxigênio, ausência de toxidade e grande resistência química. Em contrapartida, apresenta um custo bastante alto, processamento difícil se comparado a uma poliolefina e também alta hidroscopicidade.